# Leghata
Leghata (în arabă لقاطة) este o comună din provincia Boumerdès, Algeria.
Populația comunei este de 13.692 de locuitori (2008).